# Laura
Laura je ženské křestní jméno. Podle českého kalendáře má svátek 1. června.
Jméno je zřejmě domáckou variantou jména Laurentia, ženského protějšku k Laurentiovi. Česká podoba tohoto jména je Vavřinec. Jméno tedy snad pochází od slova „vavřín“. Jméno také mohlo původně znamenat obyvatele římského města Laurentum. Podobné jméno je ženská Štěpánka a mužský Štěpán.

## Statistické údaje
Následující tabulka uvádí četnost jména v ČR a pořadí mezi ženskými jmény ve srovnání několika roků, pro které jsou dostupné údaje MV ČR – lze z ní tedy vysledovat trend v užívání tohoto jména:
| Rok  | Četnost | Pořadí |
| 1999 | 467     | 305.   |
| 2002 | 578     | 280.   |
| 2006 | 1222    | 221.   |
| 2009 | 2383    | 168.   |
| 2016 | 7786    | 177.   |

Procentní zastoupení tohoto jména mezi žijícími ženami v ČR se za 10 let pětinásobně zvýšilo, což svědčí o strmém nárůstu obliby tohoto jména.

## Známé nositelky jména
- Laura Ashley – velšská módní návrhářka a podnikatelka
- Laura Bassiová – italská fyzička
- Laura Branigan – americká zpěvačka a herečka
- Laura Bushová – manželka prezidenta USA
- Laura Carmichael – britská herečka
- Laura Dahlmeierová – německá biatlonistka
- Laura de Noves – francouzská šlechtična
- Laura del Solová – španělská tanečnice flamenca a filmová herečka
- Laura Dernová – americká herečka, režisérka a filmová producentka
- Laura Di Tomaová – reprezentantka Itálie v judu
- Laura Dreyfuss – americká herečka a zpěvačka
- Laura Esquivel – mexická spisovatelka
- Laura Francatelliová – jedna z pasažérek, které se zachránily z Titanicu
- Laura Harringová – mexicko-americká herečka
- Laura Chinchilla – prezidentka Kostariky v letech 2010-2014
- Laura Ikaunieceová – lotyšská atletka
- Laura Innes – americká herečka
- Laura Janáčková – docentka klinické psychologie a autorka knih o lidských vztazích a komunikaci
- Laura Vargasová Kochová – německá zápasnice – judistka
- Laura Linneyová – americká filmová, televizní a divadelní herečka a zpěvačka
- Laura Lion – česká pornoherečka
- Laura Marano – americká herečka
- Laura Marling – britská zpěvačka a kytaristka
- Laura Martinozzi - manželka modenského vévody Alfonse IV. d'Este
- Laura Markéta Mazzarini – dcera Pietra Mazzariniho a Hortensie Buffalini
- Laura Moiseová – reprezentantka Rumunska v judu
- Laura Mulvey – britská režisérka
- Laura Nyro – americká hudební skladatelka, textařka, zpěvačka a pianistka
- Laura Omloop – belgická dětská zpěvačka
- Laura Pausini – italská zpěvačka pop music
- Laura Põldvere – estonská zpěvačka
- Laura Pousová Tiová – španělská tenistka
- Laura Prepon – americká herečka
- Laura Rajsiglová – česká politička
- Laura Ramsey – americká herečka
- Laura Robsonová – britská tenistka
- Laura San Giacomo – americká herečka italského původu
- Laura Secord – kanadská národní hrdinka
- Laura Siegemundová – německá tenistka
- Laura Smet – francouzská herečka
- Laura Tesoro – belgická herečka a zpěvačka
- Laura Třešňáková – česká divadelní herečka
- Laura Montoya Upegui – kolumbijská římskokatolická řeholnice
- Laura Vandervoort – kanadská herečka